# ديفيد ستيوارت (سياسي أمريكي)
ديفيد ستيوارت (بالإنجليزية: David Stuart)‏ هو محامي وسياسي أمريكي، ولد في 12 مارس 1816 ببروكلين في الولايات المتحدة، وتوفي في 12 سبتمبر 1868 في الولايات المتحدة. حزبياً، نشط في الحزب الديمقراطي. انتخب عضو مجلس النواب الأمريكي.